# Фатуев, Роман Максимович
Роман Максимович Фатуев (1 ноября 1902, Москва, Российская империя — 20 сентября 1966) — советский прозаик и сценарист.

## Биография
Родился 1 ноября 1902 года в Москве. Поступил в Московскую школу живописи, ваяния и зодчества, которую вскоре окончил. Свою литературную деятельность начал с 1924 года и начал активно писать рассказы, начиная с 1948 года начал писать сценарии к мультфильмам и художественным фильмам вплоть до смерти. Автор повести «Уллубий Буйнакский».
Скончался 20 сентября 1966 года. Похоронен на Ваганьковском кладбище (29 уч.).

## Фильмография

### Сценарист
- 1948 — Слон и муравей (оригинальный текст — Гамзат Цадаса).
- 1949 — Лев и заяц
- 1954 — Дочь степей
- 1957 — Так рождается песня
- 1959 — Сын Иристона